# Melcombe
Melcombe – przysiółek w Anglii, w Somerset. Melcombe jest wspomniana w Domesday Book (1086) jako Melecome/Melecoma.